# Aziz El Kinani
fAziz El Kinani (także Aziz Elqinani) arab. عزيز الكينانى (ur. 28 lub 30 sierpnia 1978) – marokański piłkarz grający na pozycji bramkarza.

## Kariera

### Kariera klubowa
Pierwszym klubem Aziza El Kinaniego był Ittihad Tanger. Grał tam przez 3 sezony (2007/2008–2009/2010), kiedy przeszedł do CODM Meknès. Grał tam do 1 lipca 2011 roku, wtedy został zawodnikiem Moghrebu Tétouan. Z tym klubem rozegrał 41 meczów, dwukrotnie zdobył mistrzostwo kraju (sezony 2011/2012 i 2013/2014). 10 stycznia 2014 roku przeniósł się do MAS Fez. W tym klubie rozegrał również 41 meczów. 1 lipca 2016 roku podpisał kontrakt z Difaâ El Jadida. W tym zespole zagrał w 40 meczach. 1 lipca 2019 roku zakończył sportową karierę.

### Kariera reprezentacyjna
Aziz El Kinani rozegrał w reprezentacji swojego kraju 7 meczów (5 pod egidą FIFA).